# Michaľany
Michaľany es un municipio del distrito de Trebišov en la región de Košice, Eslovaquia, con una población estimada a final del año 2024 de 1735 habitantes.
Se encuentra ubicado al este de la región, en la cuenca hidrográfica del río Ondava (afluente del río Bodrog que, a su vez, lo es del Tisza), y cerca de la frontera con la región de Prešov y Hungría.

## Demografía
| Año        | 1994 | 2004    | 2014     | 2024     |
| ---------- | ---- | ------- | -------- | -------- |
| Población  | 1721 | 1755    | 1946     | 1735     |
| Diferencia |      | +1,97 % | +10,88 % | −10,84 % |

| Año        | 2023 | 2024    |
| ---------- | ---- | ------- |
| Población  | 1743 | 1735    |
| Diferencia |      | −0,45 % |